# Mohrenbrunnen (Rom)

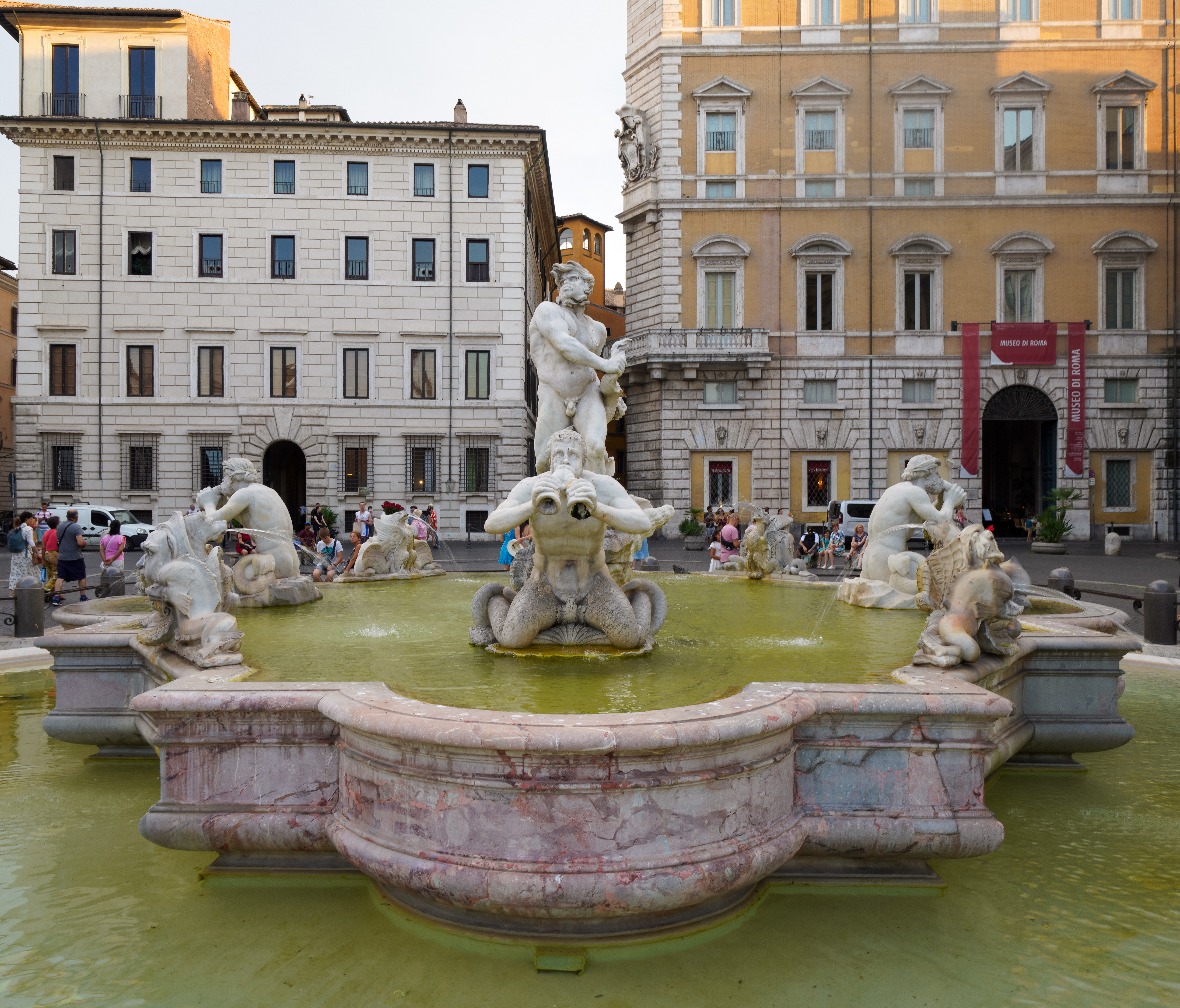
Mohrenbrunnen

Der Mohrenbrunnen (italienisch Fontana del Moro) ist ein barocker Zierbrunnen auf der südlichen Piazza Navona in Rom. Das Becken mit den Nebenfiguren wurde 1575 von Giacomo della Porta erbaut, die Hauptfigur wurde 1655 von Gian Lorenzo Bernini hinzugefügt.

## Beschreibung
Der Mohrenbrunnen ist der südliche der drei Brunnen auf der Piazza Navona. Er flankiert den zentralen Vierströmebrunnen und bildet das Pendant zum nördlichen Neptunbrunnen. Das Becken wurde 1575 von Giacomo della Porta erbaut und zeigte ursprünglich nur Tritonen und Maskarone. Im Jahr 1655 wurde der Brunnen im Auftrag von Papst Innozenz X. von Gian Lorenzo Bernini überarbeitet, wobei die Hauptfigur (il Moro), ein Äthiopier im Kampf mit einem Delfin, hinzugefügt wurde. Die heutigen Skulpturen sind Kopien, die Originale befinden sich im Park der Villa Borghese in Rom.